# Випрямляння

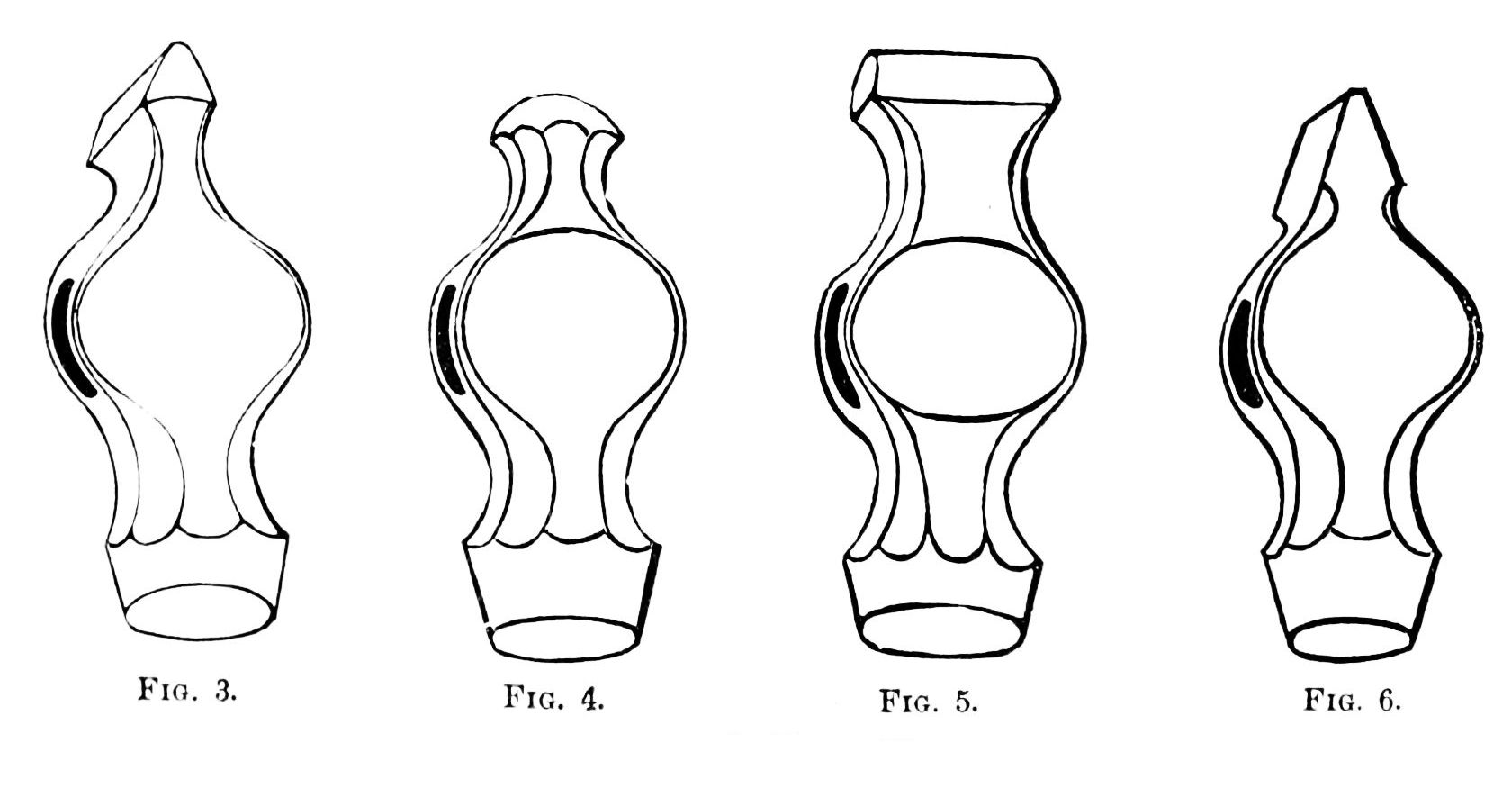
Різновиди молотків, що використовують при слюсарному випрямлянні

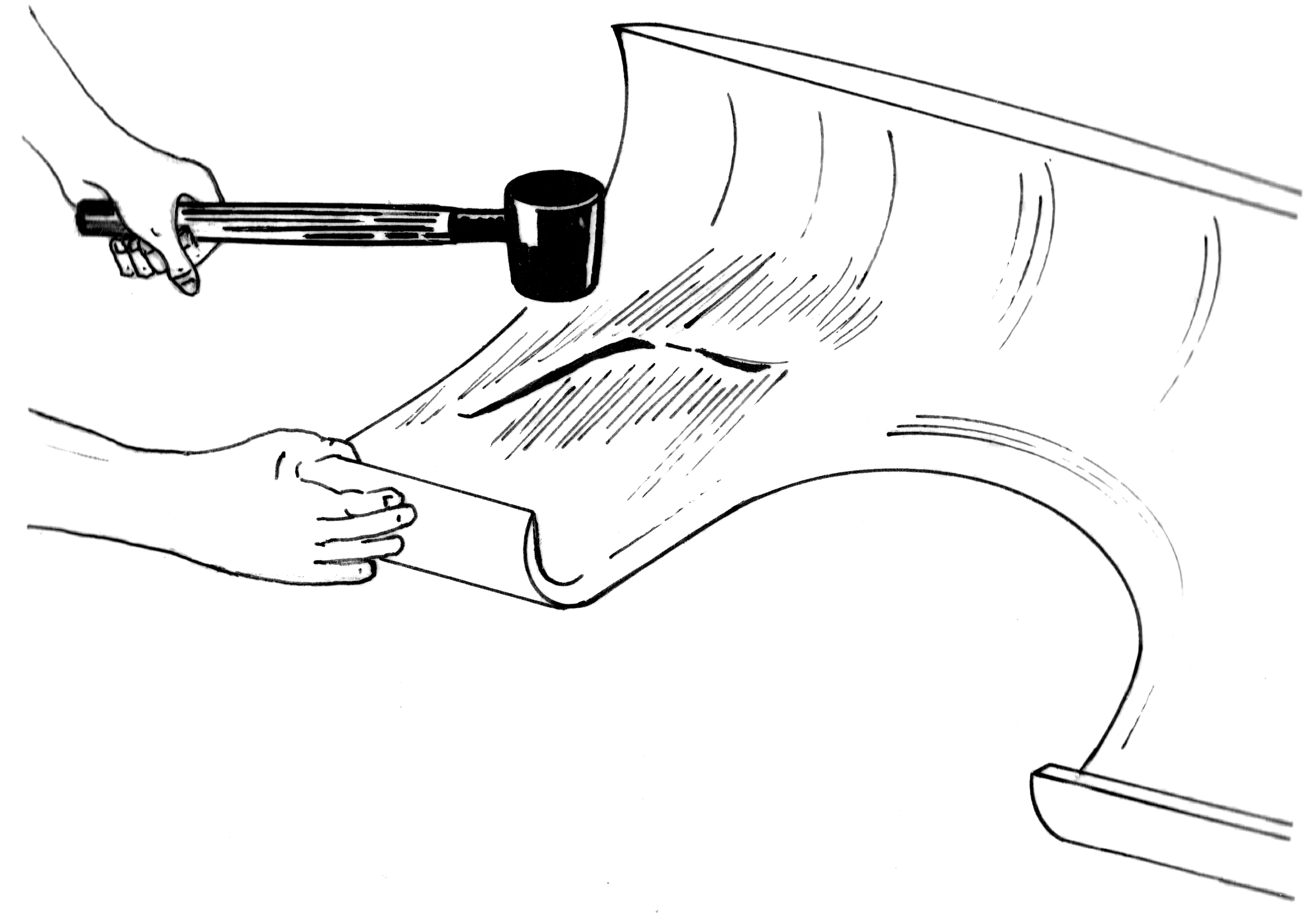
Рихтування крила автомобіля з використанням молотка з гумовою робочою частиною

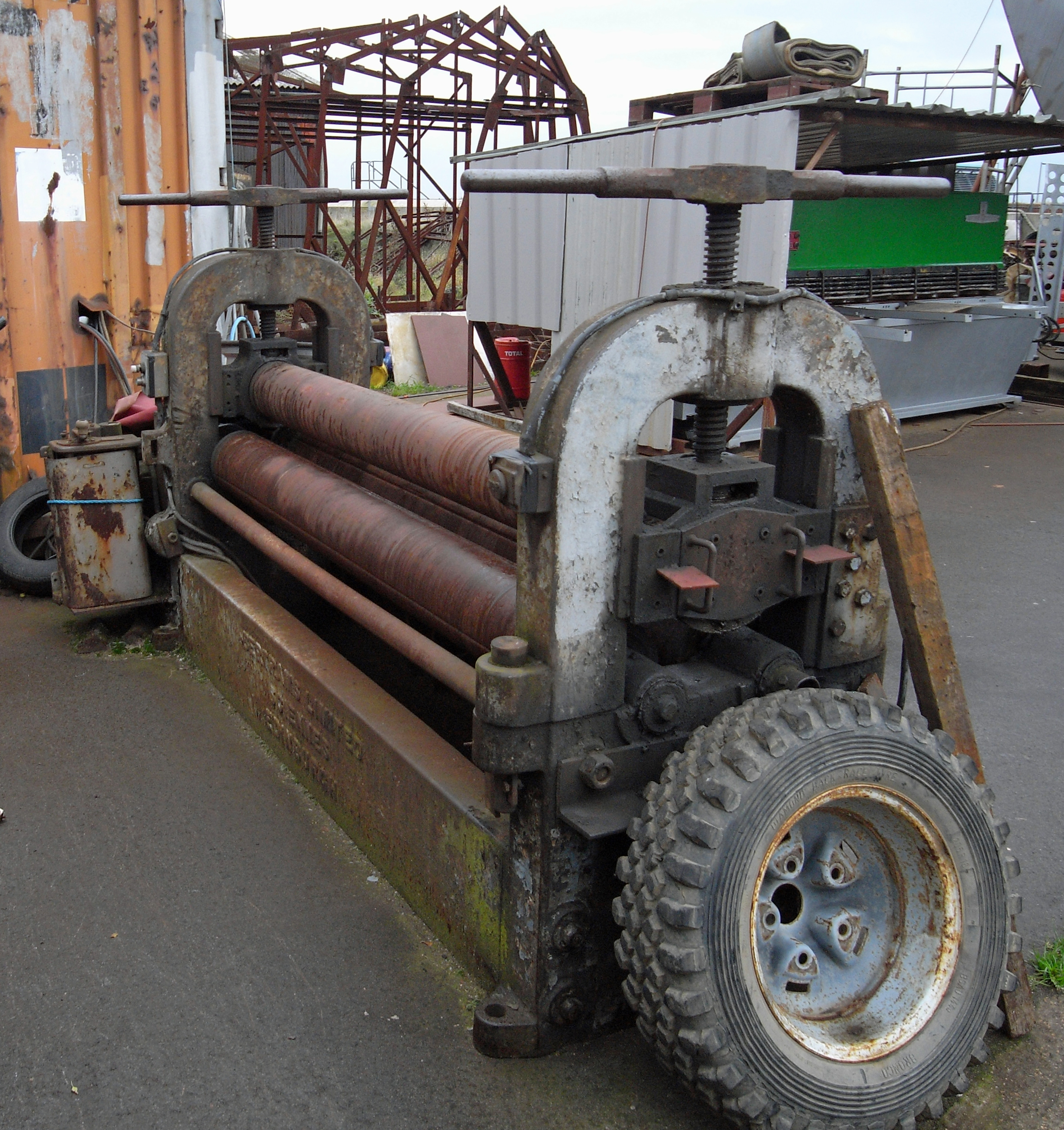
Тривалкова машина для випрямляння листів металу

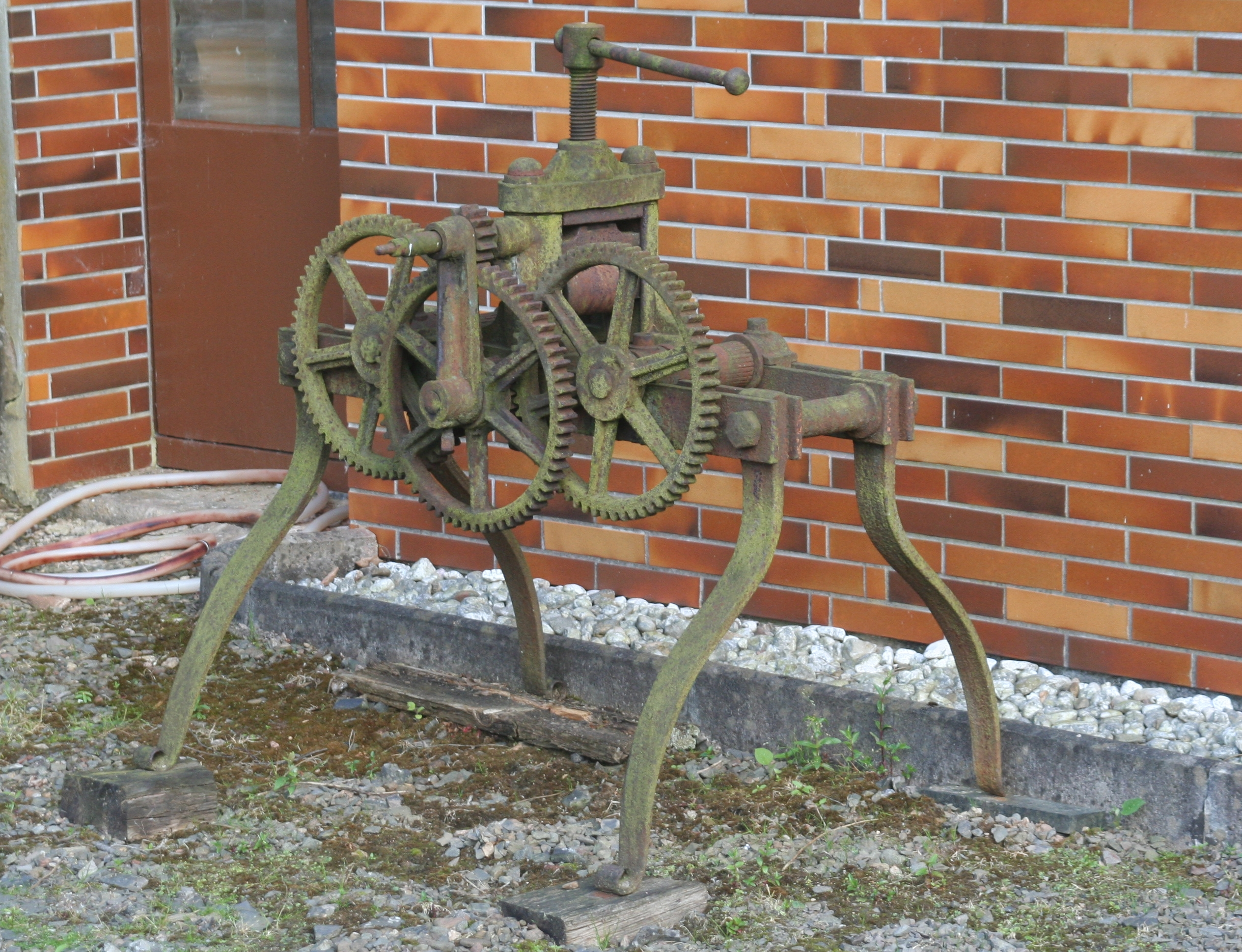
Вальцьовий механізм для випрямляння та радіусного гнуття труб

Випрямля́ння — слюсарна операція з виправлення (вирівнювання) металевих заготовок і деталей, що мають вм'ятини, випини, хвилястість, жолоблення, викривлення тощо.
Випрямляння застосовують після різання листового матеріалу ножицями, рубання зубилом та інших слюсарних операцій. За допомогою цієї операції випрямляють також смуговий і прутковий матеріал, труби та дріт. Чавунні деталі випрямлянню не піддають, оскільки чавун є крихким і деталь при випрямлянні може зруйнуватися.
У слюсарній і особливо в інструментальній справі виправлення з великою точністю (до сотих часток міліметра) зігнутих і пожолоблених виробів, після механічного чи термічного оброблення, частіше називають рихтуванням (від нім. richten) виробу. Випрямляння і рихтування мають однакове призначення, але відрізняються прийомами виконання та інструментами і пристроями, що при цьому використовуються.
Рихтуванням, також називають механічні операції по виправленню дефектів форми кузова авто. При цьому використовується широкий асортимент рихтувальних молотків (у тому числі з робочими частинами, виготовлених з неметалів: гуми, пластику, деревини) та підкладних штампів з різними формами робочих поверхонь.

## Види правки
Метал піддається випрямлянню як у холодному, так і нагрітому стані. Вибір способу залежить від величини прогину, розмірів і виду матеріалу виробу. Випрямляння у нагрітому стані проводять в інтервалі температур 800…1000 °C (для сталі Ст3) і 350…470 °C (для дюралюмінію). Цю операція з нагріванням деталі до 140…150 °C називається випрямлянням з підігрівом.
Випрямляння буває ручне і машинне. При ручному випрямлянні листових заготовок і деталей застосовують сталеві або чавунні прави́льні плити розміром від 400×400 мм до 1500×3000 мм, ковадла або рихтувальні бабки, сталеві молотки масою 400—600 г, молотки мідні, свинцеві, латунні, дерев'яні, бакелітові тощо, металеві або дерев'яні гладилки. Маса плити повинна бути у 80…150 разів більшою за масу молотка. Для рихтування використовують молотки із сталі У10 або із вставками пластин з твердих сплавів ВК8 чи ВК6.
Машинне випрямляння проводиться на ручних і приводних вальцювальних пристроях, на приводних пневматичних молотах та на пресах.

## Техніка випрямляння
Кривину деталей перевіряють «на око» або по зазору між плитою і покладеною на неї деталлю. Вигнуті місця мітять крейдою або олівцем.
Випрямляння проводиться шляхом нанесення частих але не сильних ударів сталевими молотками або молотками з м'якого матеріалу по певних місцях, сила ударів повинна бути відповідною до величиною опуклості і товщини виробу, що правиться. Поверхня правильної плити, а також бойки молотків повинні бути рівними, гладкими і добре прошліфованими. При ручному випрямлянні зручніше користуватися молотками з круглим, а не з квадратним бойком, оскільки при неправильних ударах або при перекосах молотка з квадратним бойком на поверхні виробу можуть залишитися сліди у вигляді зарубок або навіть пробоїн. Бойок молотка повинен лягати на лист рівно, без перекосу. Молоток слід тримати за кінець ручки і для удару користуватися тільки кистю руки. У міру наближення до опуклості удари повинні наноситися слабкіше, але частіше.

## Техніка рихтування
У залежності від характеру рихтування застосовують різноманітні молотки із загартованим бойком або спеціальні рихтувальні молотки із заокругленою вузькою стороною бойка. Деталь при цьому краще розташовувати на рихтувальній бабці із циліндричною або сферичною робочою поверхнею. Ударів завдають по увігнутій стороні деталі. Вироби товщиною понад 5 мм із гартованим шаром глибиною до 1…2 мм рихтують як і деталі без термічного оброблення. Правку короткого пруткового матеріалу виконують на призмах або правильних плитах виконанням ударів по випуклих місцях та викривленнях. Після усунення випуклостей добиваються прямолінійності завдаванням легких ударів по всій довжині прутка. Якщо зусилля від молотка є недостатніми для випрямлення, застосовують ручні і механічні преси.
Випрямлення валів (діаметром до 30 мм) на ручних пресах виконують так. Вал кладуть на призми, а прикладання зусилля здійснюють гвинтовим механізмом, величину прогину контролюють індикатором. Для усунення залишкових напружень у місцях випрямляння відповідальні вали повільно нагрівають протягом 30…60 хв до температури 400…500 °C і потім повільно охолоджують.

## Машини та механізми для випрямляння
Ручне випрямляння є малопродуктивною операцією і його застосовують при малих партіях деталей. Машинне випрямляння здійснюється на правильних вальцях, пресах або спеціальних пристроях.

### Прави́льні вальці
Вальці для гнуття та випрямляння бувають ручні і приводні. На тривалкових пристроях вирівнюють прямі і зігнуті по радіусу заготовки, які мають на поверхні випуклості та вм'ятини. Заготовки з листа товщиною до 3 мм можна випрямляти на вальцях з ручним приводом, на приводних вальцях обробляють заготовки товщиною до 4 мм.

### Преси
Випрямляння валів і кутиків на гвинтових пресах застосовується у тих випадках, коли сила удару молотка не забезпечує необхідного результату. При здійсненні операції один робітник встановлює та утримує заготовку, а другий обертає маховик гвинтового преса. Вал або трубу при цьому розташовують у призмах так, щоб зігнута сторона була спрямована вгору і призматичний наконечник преса знаходився у місці найбільшої кривини.
Випрямляння сталевих кутиків проводиться у пресі при встановленні кутика полицями на сталевому загартованому валику.
Великі листи, смуги та стрічки з випуклостями і волокнистістю випрямляють на листоправильних верстатах, горизонтальних правильно-витягувальних машинах чи пневматичних молотах.